# 山本吉人
山本 吉人（やまもと よしと、1929年5月17日 - 2002年12月12日）は、日本の法学者、茨城大学名誉教授。
山口県出身。早稲田大学卒。茨城大学助教授、教授を経て、1993年に定年退官、名誉教授、法政大学教授。2001年、退職。1979年、「雇用形態と労働法・労働時間制の法理論」で早稲田大学法学博士。専門は労働法。
2002年12月12日、虚血性心不全のため死去。

## 著書
- 『雇用形態と労働法 労働基準法の研究 上』総合労働研究所 1970
- 『労働時間制の法理論 労働基準法の研究 中』総合労働研究所 1970
- 『労働法 事例が教える法律知識』総合労働研究所 1970 LD文庫
- 『官公労働法入門 職場で生かせる法律知識』総合労働研究所 1976
- 『学校と教師の労働法』産業労働調査所 1976
- 『楽しく学ぶ自主点検・労働法講座 基礎から応用まで180項』労務行政研究所 1982
- 『労使紛争の解決手続』産業労働調査所 1982
- 『労働時間の実務と法理 判例・行政解釈にみる運用基準』総合労働研究所 1982
- 『現代労働基準法の課題と改正問題 労働条件紛争の解決基準』産業労働調査所 1984
- 『女子労働法制 現代労働法学の課題』一粒社 1987
- 『事例が教える労働法』総合労働研究所 1987-1988
- 『育児休業法 活用のポイント』労働旬報社 1992
- 『労働委員会命令と司法審査』有斐閣 1992
- 『労働時間』有斐閣ビジネス 1995

## 共編著
- 『労働基準法の基礎』青木宗也共編 青林書院新社 1976 基礎法律学大系
- 『労働法の実務相談』青木宗也,竹下英男共編著 総合労働研究所 1977
- 『実務労働時間法 労働時間法の構造をわかりやすく解説』編著 経営書院 1995